# Van Canto
Van Canto ist eine A-cappella-Heavy-Metal-Band aus Deutschland. Sie besteht aus fünf Sängern, einer Sängerin und einem Schlagzeuger. Rhythmus- und Sologitarren, Bass und Keyboards werden durch die Stimmen der Sänger imitiert.

## Bandname
In einem Interview wurde der Bandname wie folgt erklärt: Canto komme vom lateinischen cantare und bedeutet ich singe, das Van hat keine bestimmte Bedeutung, „sieht aber auf Plakaten schön aus.“

## Geschichte

### Gründung und erstes Album
Die Band wurde 2006 von Stefan Schmidt gegründet, zunächst als reines Studioprojekt.
Seine Bandkollegen kannte er von gemeinsamen Auftritten seiner vorherigen Band Jester’s Funeral. Im Dezember 2006 erschien das erste, selbstproduzierte Album, A Storm to Come, unter dem Label General Schallplatten. Darauf sind sieben eigene Werke sowie eine Coverversion von Metallicas Battery und Stora Rövardansen aus dem Film Ronja Räubertochter enthalten. Zu den Stücken The Mission und Battery wurde jeweils ein Video gedreht. Die Band spielte im Jahr 2007 unter anderem auf dem Bochum Total, dem RockHarz-Festival, dem Dong Open Air, dem Steel Meets Steel und am 29. Dezember auf On a Dark Winter’s Night gemeinsam mit Nightwish.

### Major-Deal und zweites Album
2007 unterschrieb die Band einen Plattenvertrag bei GUN Records/Sony BMG. A Storm to Come wurde daraufhin im Dezember 2007 wiederveröffentlicht. Dennis Strillinger wurde durch Bastian Emig ersetzt. 2008 tourte die Band in Brasilien und trat auf zahlreichen deutschen Metal-Festivals, unter anderem auf dem Wacken Open Air auf. Außerdem wurde mit Charlie Bauerfeind in den Twilight-Hall-Studios von Blind Guardian ein zweites Album mit dem Namen Hero produziert, welches im September 2008 veröffentlicht wurde. Hansi Kürsch von Blind Guardian hatte hierbei einen Gastauftritt bei dem von Van Canto geschriebenen Song Take to the Sky. Außerdem befindet sich auf dem Album zusätzlich zu Covern von Nightwish, Manowar, Iron Maiden und Deep Purple auch noch ein Cover von Blind Guardians The Bard’s Song (In the Forest), was die stilistische Nähe der Bands verdeutlicht. Noch im Jahr 2008 wurden die Videos zu Speed of Light und dem Nightwish-Cover Wishmaster veröffentlicht.
Von Herbst 2008 bis Juli 2009 tourte die Band im Rahmen der Heroes-on-Tour-Tour durch Deutschland, die Schweiz und Österreich.
Am 5. Februar 2009 wurde bekannt gegeben, dass das Lied Magic Taborea von der neuen CD Tribe of Force der offizielle Soundtrack des Computerspieles Runes of Magic wird.

### Wechsel zu Napalm Records und drittes Album

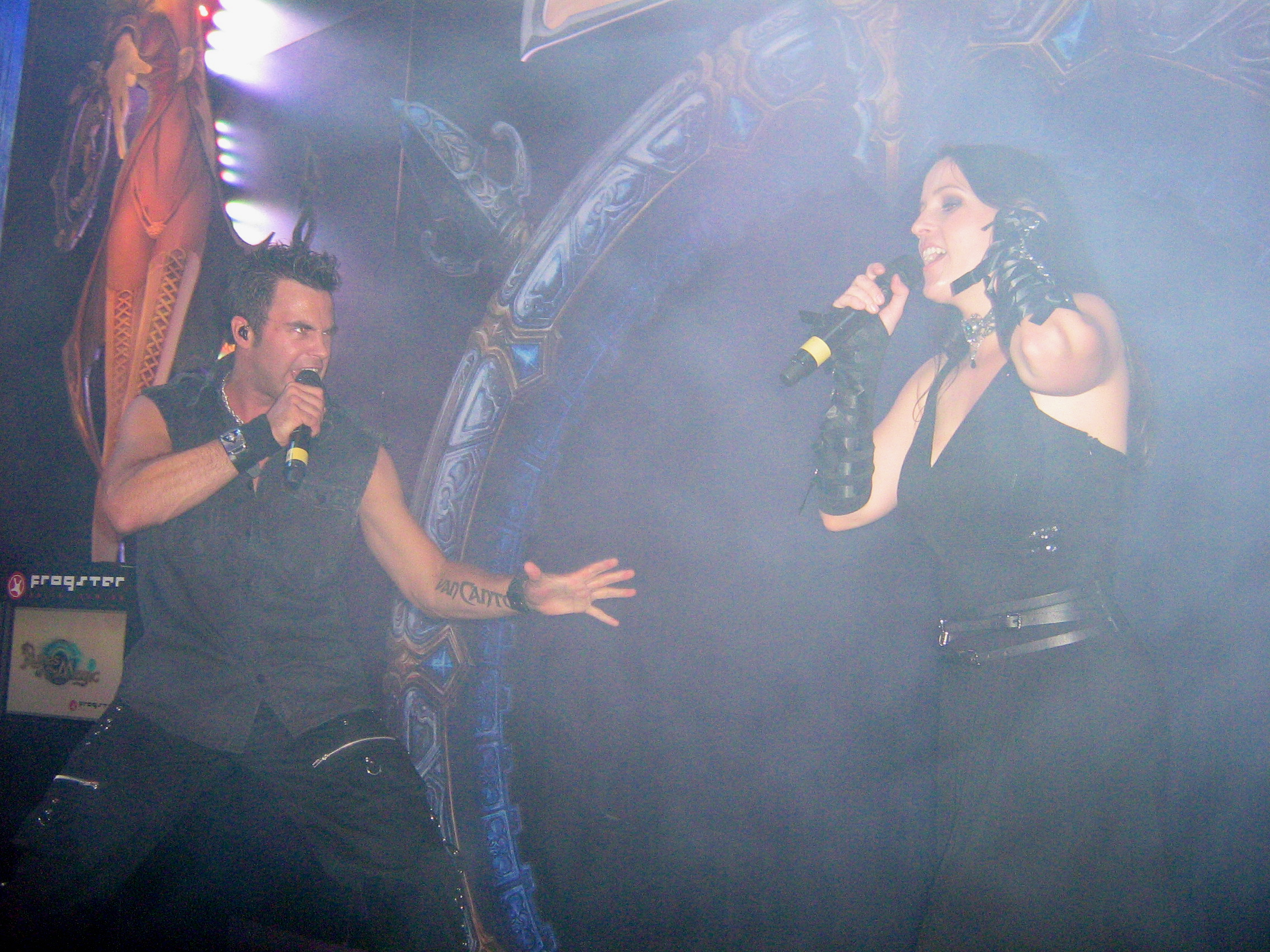
Bei der Gamescom 2010 stellten Van Canto das Titellied zu Runes of Magic vor.

Am 19. August 2009 kündigte Bandleader Stefan Schmidt auf dem Fanportal Metalcon an, dass Van Canto erneut in den Twilight-Hall-Studios von Blind Guardian unter Regie von Charlie Bauerfeind an ihrem dritten Studioalbum arbeiten. Hierbei wurde auch bekannt gegeben, dass man nach der Schließung von GUN Records zum Label Napalm Records wechseln werde, welches am 26. Februar 2010 das neue Album Tribe of Force zeitgleich mit den beiden ersten Veröffentlichungen Hero und A Storm to Come weltweit veröffentlichen wird.
Im Januar 2010, kurz vor der Veröffentlichung des dritten Albums, war die Band live im Fernsehen bei der Quatsch Comedy Winter Show auf ProSieben zu sehen. Bei diesem Auftritt wurde ein Medley gespielt. Für das Medley wurden neben dem eigenen Lied The Mission und einem Teil von Speed of Light als Solobegleitung die Titel Frozen von Madonna, Black Winter Day von Amorphis und Don’t Fear The Winter von Rage gecovert. Außerdem wurde der Song Es schneit von Rolf Zuckowski gemeinsam mit dem Comedian Bernhard Hoëcker in einer Metal-Version gespielt.
Am 26. Februar 2010 erschien das dritte Album Tribe of Force offiziell. Neben 11 eigenen Songs enthält es Coverversionen von Grave Diggers Rebellion und Metallicas Master of Puppets. Chris Boltendahl (Grave Digger), Tony Kakko (Sonata Arctica) und Victor Smolski (Rage) steuern Gastauftritte bei, letzterer in einem Duell zwischen gesungener und gespielter Lead-Gitarre. Der Song Magic Taborea ist die erste Van-Canto-Komposition mit Orchesterbegleitung.
Tribe of Force stieg nach Veröffentlichung auf Platz 83 der deutschen Albumcharts ein.
Im März und April 2010 spielte die Band während der Tour of Force in 13 deutschen Städten. Der Tourabschluss fand in der ausverkauften Zeche Carl in Essen vor 650 Besuchern statt. Nach einigen Festivalterminen im Sommer, u. a. als Special Guest auf der Headliner-Show von Grave Digger auf dem Wacken Open Air, ging die Band im Oktober 2010 mit Blind Guardian auf Tour.
Seit Oktober 2010 ist die Band auch mit einem begleitenden Video im Spiel Runes of Magic vertreten.
Teile der Band wirkten im Jahr 2010 als Chorsänger u. a. auf Aufnahmen von Blind Guardian (Stef), Tarja Turunen (komplette Band) und Grave Digger (Stef und Basti) mit.
Die 2. Headlinertour unter dem Titel We sing some metal songs, mit Bastis Nebenprojekt Inlegend und Orden Ogan im Vorprogramm führte Van Canto von Oktober 2010 bis Januar 2011 u. a. nach Moskau und in die Schweiz. Die Tour wurde von mehr als 8000 Zuschauern besucht.
Van Canto traten im Sommer 2011 u. a. auf dem schwedischen Rockstad:Falun-Festival (als Special Guest des Headliners Sabaton) und beim Wacken Open Air 2011 auf.

### Viertes Album: Break the Silence
Das vierte Studioalbum „Break the Silence“ erschien am 23. September 2011 und stieg auf Platz 23 der deutschen Alben Charts ein. Neben 9 eigenen Songs enthält die CD 4 Coverversionen von Sabatons Primo Victoria, Alice Coopers Bed of Nails, Manowars Master of the Wind und Running Wilds Bad to the Bone. Mit Betrayed befindet sich erneut ein Stück mit Orchesterbegleitung auf dem Album. Die Ballade Spelled in Waters wird von Marcus Siepen (Blind Guardian) auf der Akustik-Gitarre begleitet. Auf dem Album befindet sich auch das zum Debütalbum gleichnamige Stück A storm to come. Dieses ist ein Vorgeschmack auf das Transmedia-Projekt Peer Returns. Peer Returns soll nach einem umstrittenen Plebiszit zur öffentlichen Spielplanwahl, bei dem Van Canto ihre Fans zur Abstimmung aufgefordert haben, am Hamburger Thalia Theater aufgeführt werden.
Es wurden Videos zu den Songs The Seller of Souls und Primo Victoria gedreht. Bei letzterem tritt Joakim Brodén von Sabaton als Gastmusiker auf.
Der Veröffentlichung folgte eine Europatour, die die Band als Headliner nach Deutschland, in die Schweiz sowie nach Tschechien, Ungarn, Italien, Holland, Belgien und England führte.

### Fünftes Album: Dawn of the Brave
Das fünfte Studioalbum „Dawn of the Brave“ erschien am 7. Februar 2014. Vorab wurde es mit einem Promo-Video zum Song „Badaboom“ beworben.
Als Gast ist auch hier wieder Comedian Bernhard Hoëcker zu sehen.
Das Album beinhaltet neben diversen Covers ("The Final Countdown" von Europe, "Holding Out for a Hero" von Bonnie Tyler sowie "Into the West" von Annie Lennox aus dem Soundtrack der Herr-der-Ringe-Trilogie und "Paranoid" von Black Sabbath) wieder mehrere eigene Stücke.

### Sechstes Album: Voices of Fire
Das Album „Voices of Fire“ erschien am 11. März 2016. Es ist ein anspruchsvolles Crossmedia-Projekt, bei dem eine Geschichte in Lied- und Buchform veröffentlicht wurde. Zum ersten Mal besteht hier ein Album nur aus Eigenkompositionen.
In der Welt von „Voices of Fire“ gilt das Böse als lange besiegt. Doch als sich etwas im Meer zu rühren beginnt, macht sich die junge Königin Elena auf die Suche nach Hilfe, um ihr Volk schützen. Unterwegs trifft sie auf den desillusionierten Barden Aidan, dessen Stimme magische Kräfte entfalten könnte – wenn er sich denn trauen würde, sie zu benutzen. Gemeinsam ziehen sie mit ihren Gefährten und ungewöhnlichen Alliierten in den Kampf gegen den fünften Drachen, ein Wesen der Finsternis, der erwacht und die Welt unterjochen will.
Die Geschichte von Elena und Aiden haben Van Canto in 13 epischen Liedern vertont.
Beigetragen haben auch der Kinderchor der Chorakademie Dortmund, die London Metro Voices und der aus „Herr der Ringe“ bekannte Schauspieler John Rhys-Davies, der eine gesprochene Einleitung zu den Liedern lieferte. Dazu gab es einen 10 Mann Shout-Chor aus Mitgliedern des offiziellen Fanclubs Rakka Takka e. V.
Die literarische Fassung der Geschichte stellt das Buch „Feuerstimmen“ von Bestsellerautor Christoph Hardebusch dar.
Zu dem Buch wurde auch ein Hörbuch produziert, gesprochen von Ferenc Husta. Ebenfalls produziert wurde eine „Earbook“ genannte Spezialedition des Hörbuchs mit achtzehn a cappella Balladen von Van Canto.
Im Anschluss an die Veröffentlichung des Albums ging Van Canto zusammen mit Freedom Call und den Grailknights auf Europatour.

### Wechsel des Leadsängers
Die Band gab am 14. August 2017 bekannt, dass der Leadsänger Sly Van Canto aus privaten Gründen verlassen hat.
Am 18. August 2017 wurde mit der Veröffentlichung des Videos zu "Voice Number 7" der neue Sänger Hagen "Hagel" Hirschmann vorgestellt und die Produktion des siebten Albums angekündigt.

### Siebtes Album: Trust in Rust
Das siebte Studioalbum „Trust in Rust“ erschien nach zwei Jahren Pause am 10. August 2018. Es ist das erste Album mit dem neuen Sänger Hagen Hirschmann. Außerdem kehrt Ingo „Ike“ Sterzinger mit diesem Album zu Van Canto zurück.
Videos zu den Liedern „Back In The Lead“, „Melody“ und „Neverland“ wurden vor Erscheinen des Albums veröffentlicht.
Im September 2018 geht die Band mit dem Album auf Tour durch Europa.
Der Name des Albums soll darauf hinweisen, dass Van Canto sich nach 12 Jahren Bandgeschichte inzwischen als erfahren und selbstbewusst ansieht.

### Achtes Album: To the Power of Eight
Das achte Studioalbum „To the Power of Eight“ erschien am 4. Juni 2021. Für „To the Power of Eight“ ist Philip Dennis „Sly“ Schunke als Gastsänger zur Band zurückgekehrt und unterstützt als dritter Leadsänger auf allen zwölf Songs des Albums. Darin begründet sich auch der Titel des Albums.

## Stil
Obwohl der Band die verzerrte E-Gitarre als typischstes Instrument des Heavy Metal fehlt, wird Van Canto aufgrund des Bandsounds, der Arrangements, des Bühnenauftritts und der gewählten Coverversionen als Metal-Band angesehen. Kompositorisch bewegt sich die Band im modernen Power Metal und kann mit Bands wie Nightwish, Blind Guardian oder Masterplan verglichen werden. Rhythmus- und Sologitarren, Bass und Keyboard-Flächen werden durch die Stimmen der Sänger imitiert, die diese Imitation in ihren Interviews selbst als Rakkatakka-Gesang bezeichnen. Die Imitation von Gitarren und Bass wurden in früheren Versuchen mit Hilfe eines Gitarrenverstärkers erzeugt, wovon nach dem ersten Album aufgrund schlechter Ergebnisse hinsichtlich der Umsetzbarkeit auf Live-Konzerten abgesehen wurde. Der Effekt des Wah-Wah-Pedals wurde hingegen von Beginn an rein mit dem Mund erzeugt.
Die Bezeichnung von Van Canto als A-cappella-Band ist fragwürdig, da nicht alle Rhythmusinstrumente (Schlagzeug und Percussion) durch Stimmen imitiert werden. Trotzdem bleibt der A-cappella-Metal-Stil das Markenzeichen der Band.
Die Band selbst bezeichnet ihren Musikstil als „Hero Metal A Capella“.

## Bandmitglieder

Van Canto live auf dem Rockharz 2019
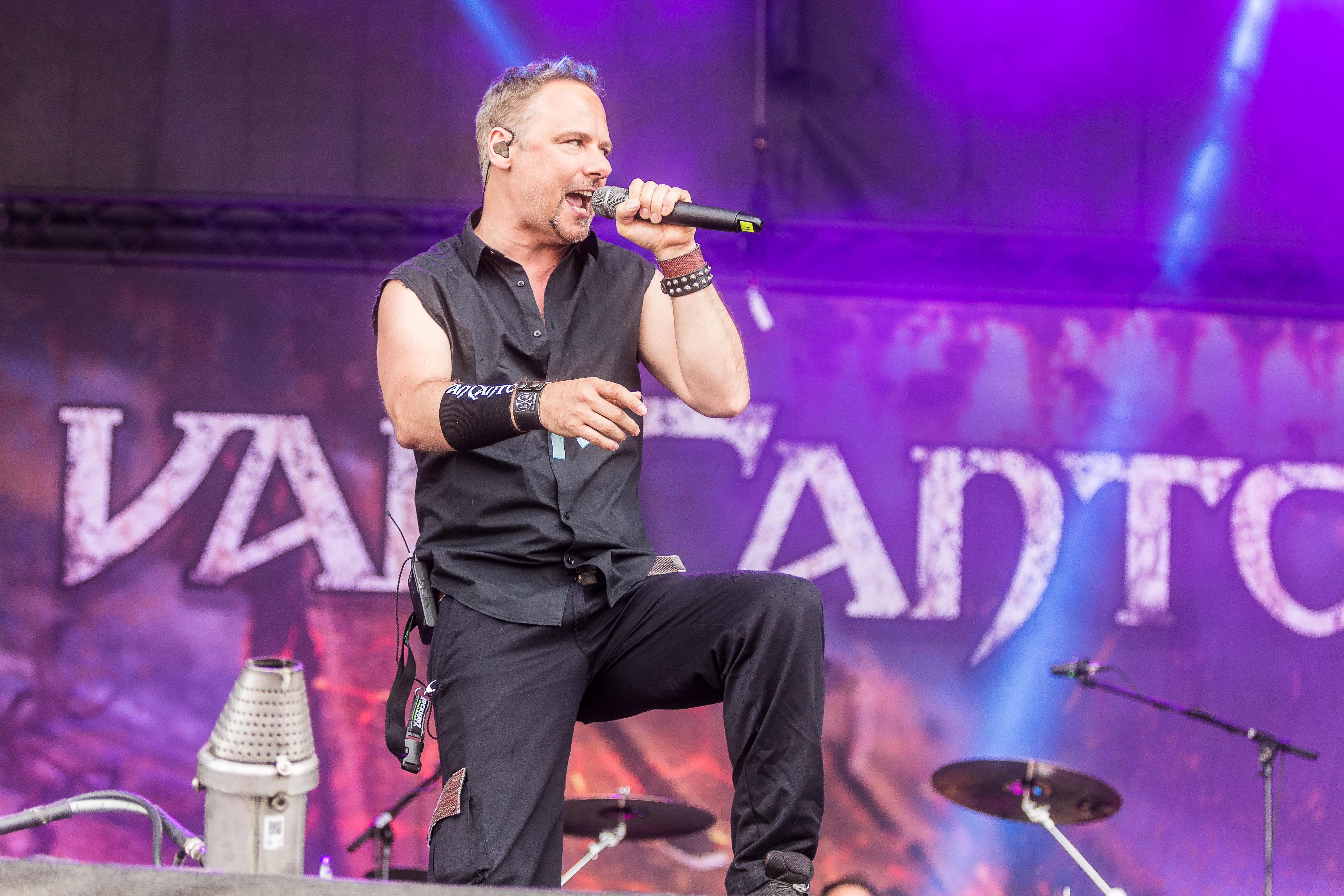
Hagen Hirschmann
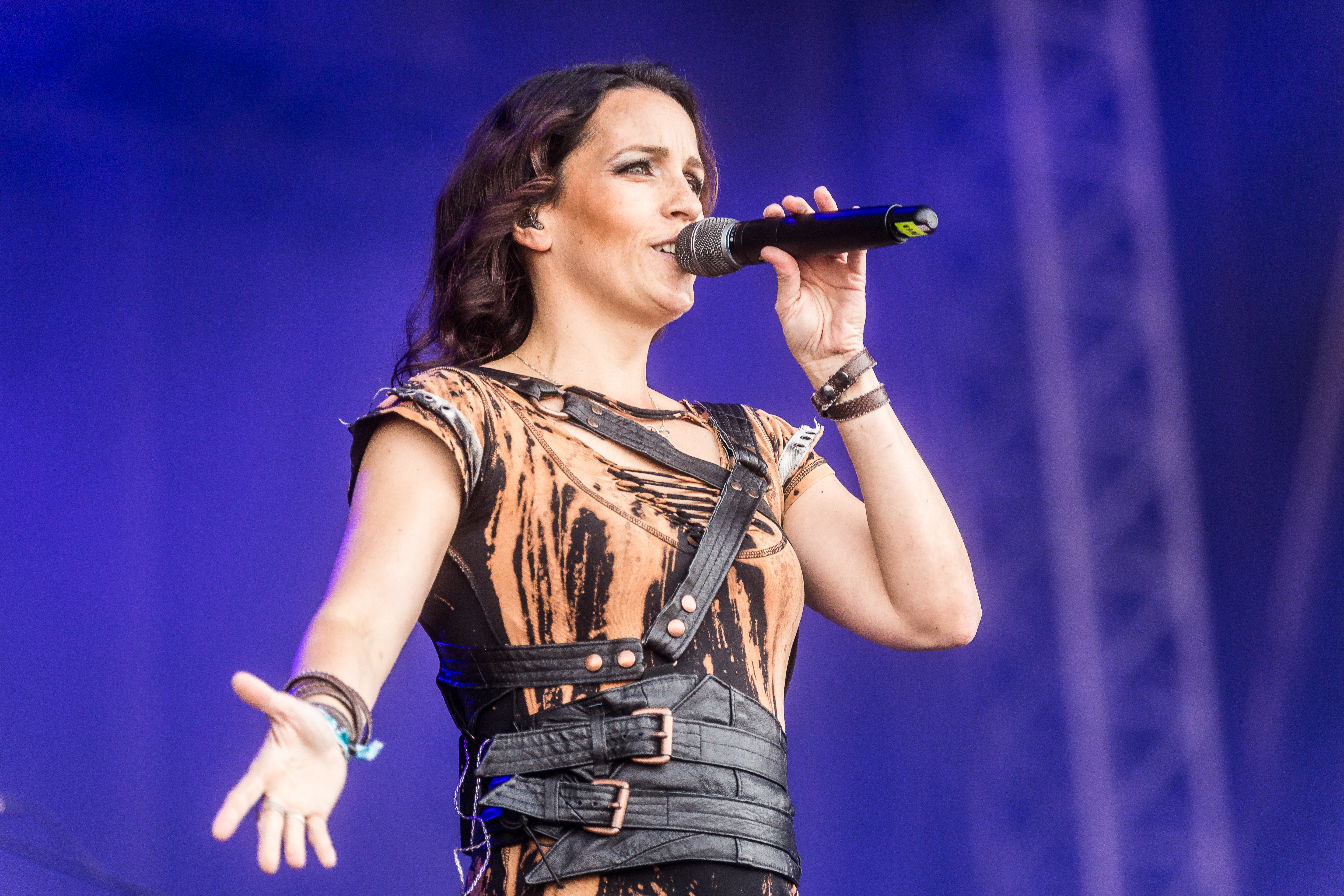
Inga Scharf
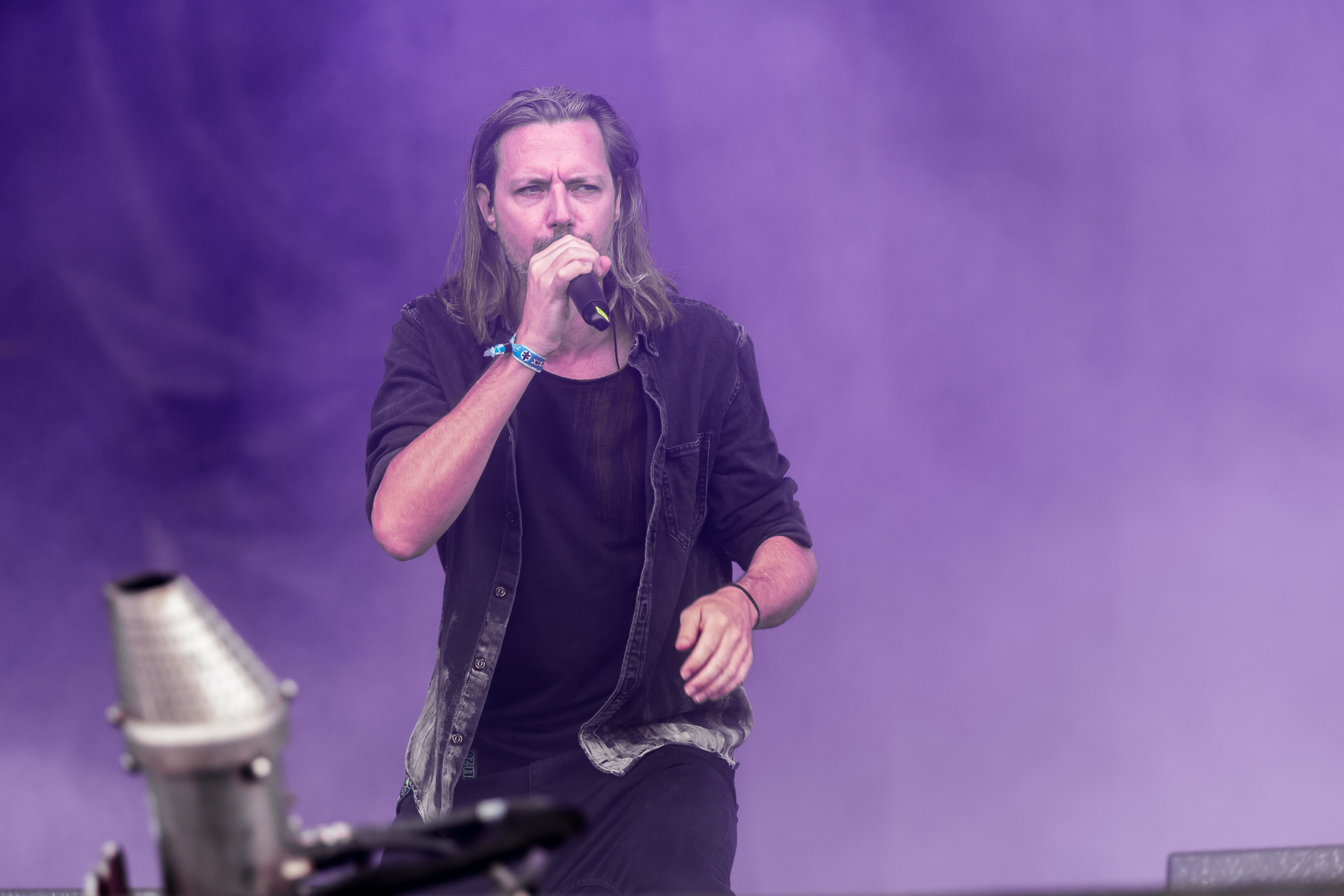
Ingo Sterzinger
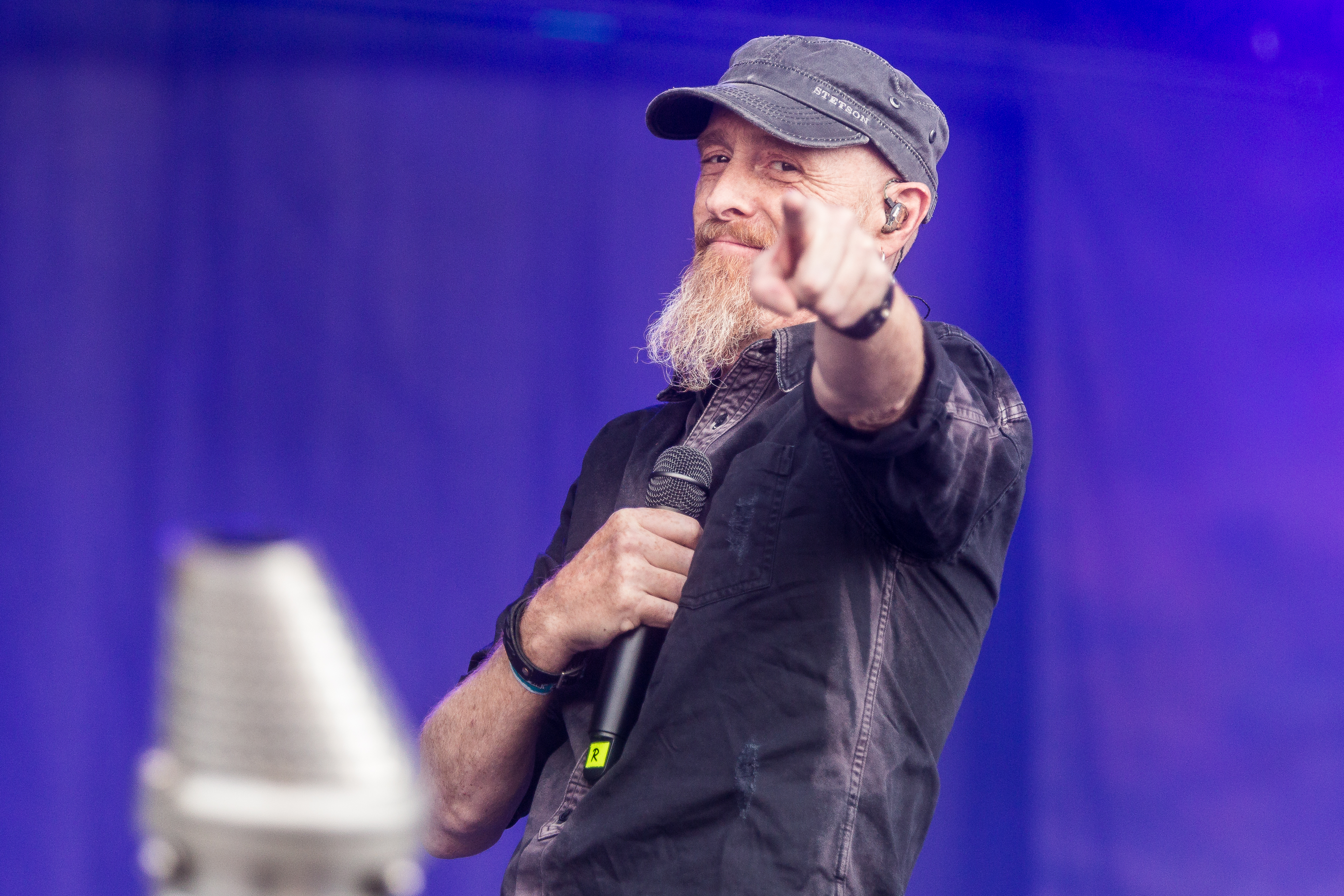
Ross Thompson
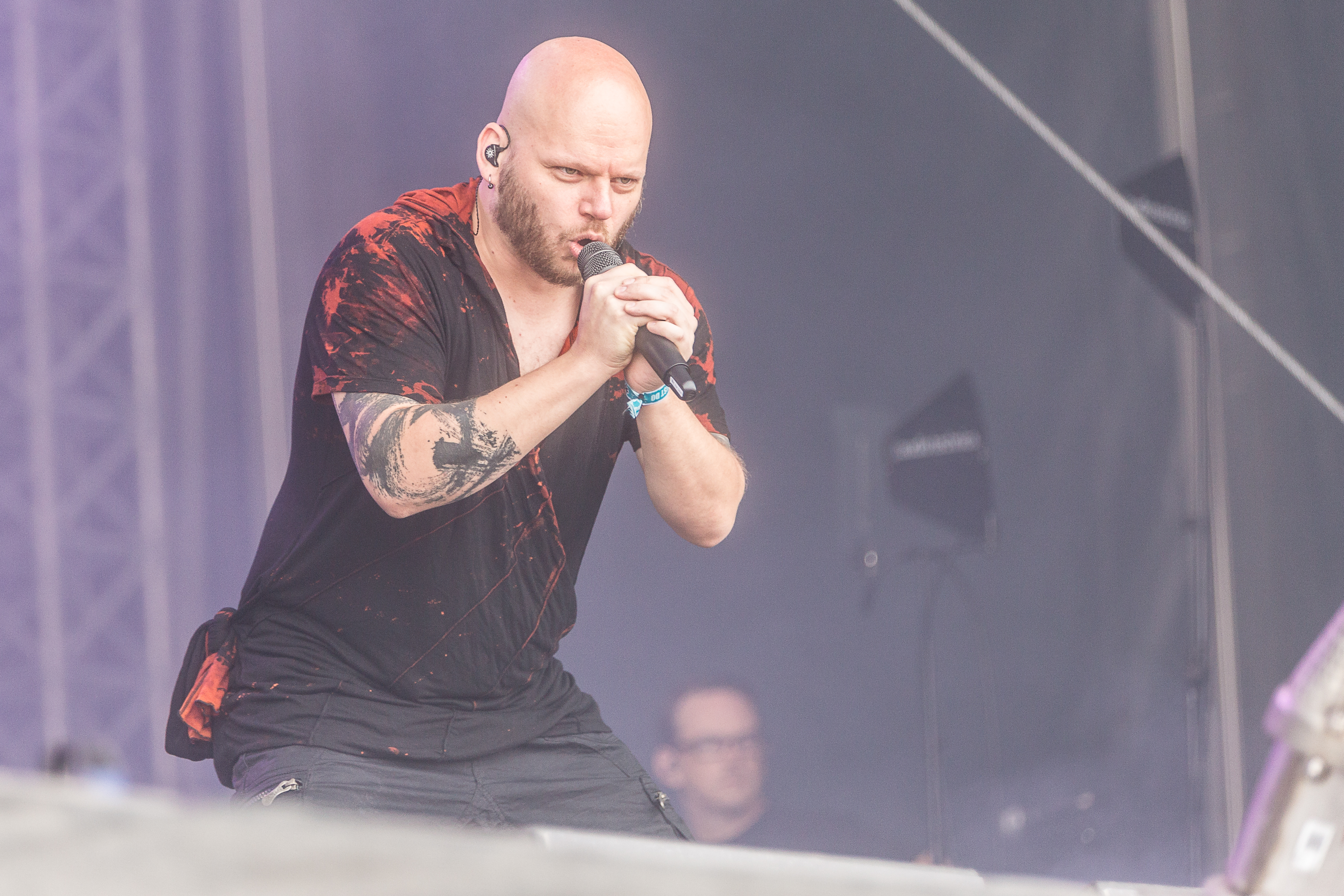
Jan Moritz
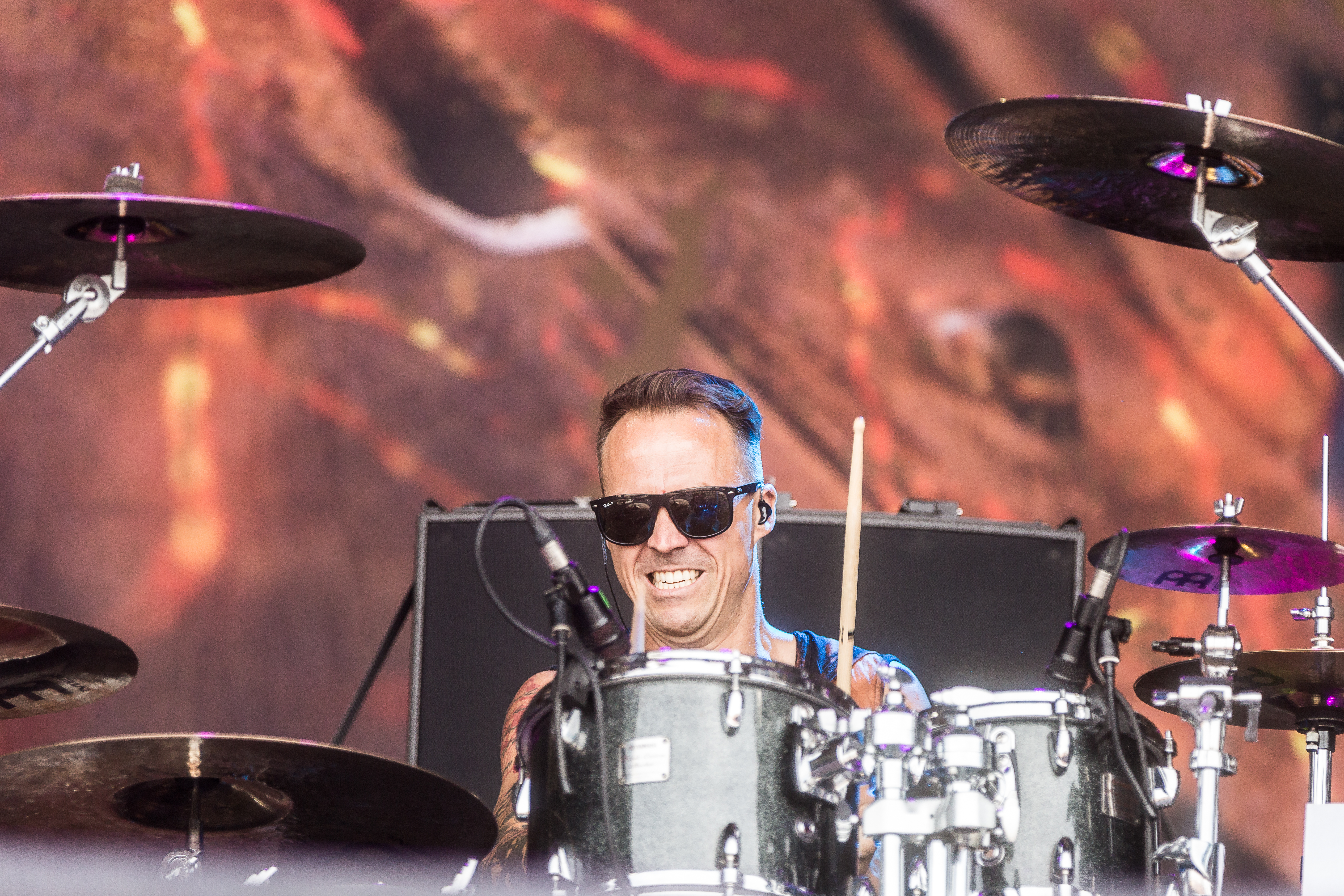
Schlagzeuger Bastian Emig
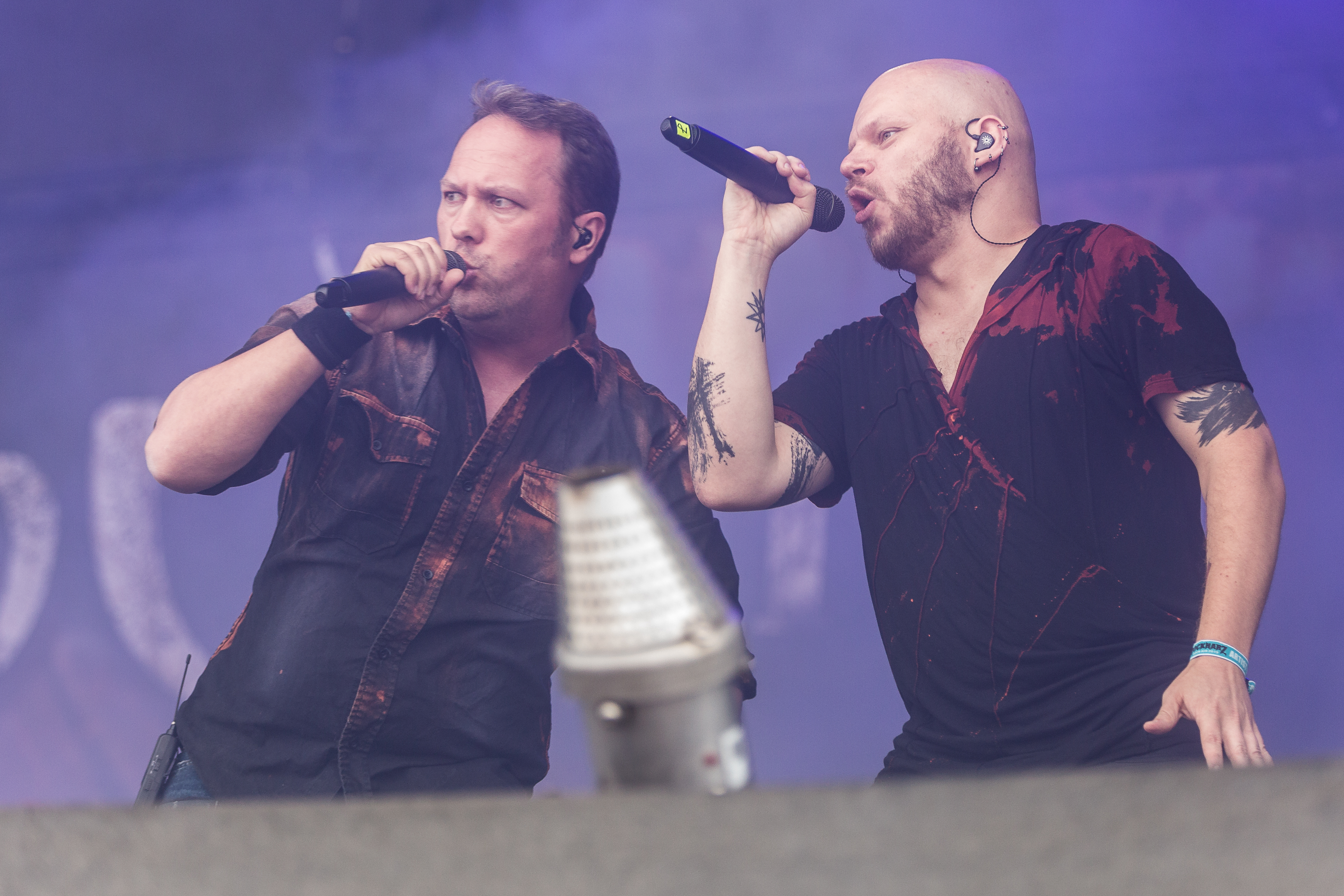
Stefan Schmidt (links), Jan Moritz (rechts)

## Diskografie

### Studioalben
- 2006: A Storm to Come (Wiederveröffentlichung: 2007)
- 2008: Hero
- 2010: Tribe of Force
- 2011: Break the Silence
- 2014: Dawn of the Brave
- 2016: Voices of Fire
- 2018: Trust in Rust
- 2021: To the Power of Eight

### Kompilationen
- 2012: Metal A Capella (Best-of-Album)
- 2015: A Tribute to Sonata Arctica (zusammen mit Timeless Miracle, Stream of Passion, Xandria und anderen)

### Musikvideos
- 2006: The Mission
- 2006: Battery
- 2008: Speed of Light
- 2008: Wishmaster
- 2010: Kings of Metal
- 2010: Lost Forever
- 2010: Last Night of the Kings
- 2010: Rebellion
- 2010: Magic Taborea
- 2011: The Seller of Souls
- 2011: Primo Victoria
- 2012: If I Die in Battle
- 2013: Badaboom
- 2014: Into the West
- 2016: Clashing on Amour Plates
- 2016: The Bardcall
- 2018: Back in the Lead
- 2018: Melody
- 2018: Neverland
- 2021: Faith Focus Finish